# Енріке Роза
Енріке Перейра Роза (порт. Henrique Pereira Rosa; 18 січня 1946 — 15 травня 2013) — в. о. президента Республіки Гвінея-Бісау (2003–2005).

## Життєпис
У 1965–1971 роках був чиновником у департаменті сільського господарства, потім займався бізнесом у галузях морського страхування, міжнародної торгівлі й сільського господарства.
З 1986 до 1997 року займав пост спортивного директора клубу «Бенфіка» (Бісау). У 1995–2003 роках був головою ради директорів FUNDEI (шведський фонд з промислового розвитку Гвінеї-Бісау). Окрім того 1994 року займав посаду голови виборчої комісії на президентських виборах, а 1998 був координатором тимчасової комісії з установлення миру.
У 2003–2005 роках виконував обов'язки президента Гвінеї-Бісау. На цьому посту провів парламентські (2004) и президентські (2005) вибори.